# Meuse de Brielle
Pour les articles homonymes, voir Brielle.
 (août 2018).
Si vous disposez d'ouvrages ou d'articles de référence ou si vous connaissez des sites web de qualité traitant du thème abordé ici, merci de compléter l'article en donnant les références utiles à sa vérifiabilité et en les liant à la section « Notes et références ».
Le Meuse de Brielle est une ancienne rivière entre la vieille Meuse et la mer du Nord. Elle doit son nom à la ville de Brielle qui est située sur la rive sud.

## Géographie
À Vondelingenplaat, la Vieille Meuse et la Nouvelle Meuse se rencontraient et formaient ensuite la Meuse Brielle au sud et le Scheur au nord. La zone située entre les deux était l'île Rozenburg.
Cet ancien estuaire de la Meuse était très dangereux et de nombreuses épaves sont encore fréquemment retrouvées.
Ce lit s'est ensablé avec le temps et un nouveau bras, le Nieuwe Waterweg, a été creusé plus au nord. En 1949, un premier barrage, le Brielse Maasdam, isole l'ancien estuaire de la mer du Nord, reliant le sud de l'île Rozenburg à Voorne-Putten. Le bras mort est devenu le Brielse Meer ou lac de Brielle.
En 1966, il a été décidé qu'un second barrage était nécessaire, le Brielse Gatdam a été construit, créant un petit lac d'eau saumâtre, le lac d'Oosvoorne, qui est rapidement devenu une réserve d'oiseaux.
Dans les années 1970, le canal Hartel a été creusé parallèlement au lac de Brielle.

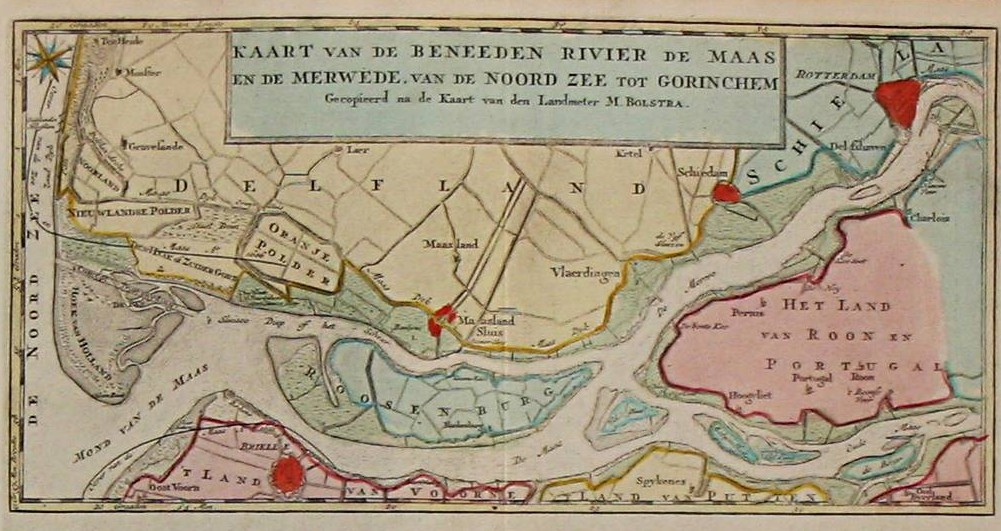
Embouchure de la Meuse en 1769. La Meuse de Brielle (Brielse Maas) est le cours d'eau entre l'île de Rozenburg (Roosenburg) et la ville de Brielle. Weltplaat est le banc de sable entre Rozemburg et le village de Spijkenisse (Spykenes).

| \| Rotterdam Brielle Beerenplaat Charlois Flardingue Schiedam Maassluis Maasdijk Scheur Canal Hartel Vieille Meuse Nouvelle Meuse Oostvoorne Brielse Gatdam Brielse Maasdam Lac d'Oostvoorne Lac de Brielle Rozenburg Spijkenisse Nieuwe Waterweg Canal Caland \| Plan d'aujourd'hui de la même région, · en bleu foncé des bras morts de la Meuse de Brielle |
| Rotterdam Brielle Beerenplaat Charlois Flardingue Schiedam Maassluis Maasdijk Scheur Canal Hartel Vieille Meuse Nouvelle Meuse Oostvoorne Brielse Gatdam Brielse Maasdam Lac d'Oostvoorne Lac de Brielle Rozenburg Spijkenisse Nieuwe Waterweg Canal Caland                                                                                                   |